# 喬納森·斯沃曼
喬納森·斯沃曼（英語：Jonathan E. Silverman，1966年8月5日—）是美國的一位演員。斯沃曼出生在洛杉磯的一個猶太人家庭。曾在电视剧周一清晨中饰演内科医生约翰·利伯曼。